# Waste of Mind
Albums de Zebrahead
Zebrahead
(1998) Playmate of the Year
(2000)
Waste of Mind est le deuxième album du groupe de punk-rock américain Zebrahead, sorti en 1998. La chanson Check apparait dans le jeu vidéo Tony Hawk's Pro Skater 3 sorti en 2001.

## Liste des chansons
| No  | Titre              | Durée |
| --- | ------------------ | ----- |
| 1.  | Check              | 2:26  |
| 2.  | Get Back           | 3:32  |
| 3.  | The Real Me        | 3:57  |
| 4.  | Someday            | 3:02  |
| 5.  | Waste of Mind      | 3:32  |
| 6.  | Feel This Way      | 3:44  |
| 7.  | Walk Away          | 3:22  |
| 8.  | Big Shot           | 3:00  |
| 9.  | Swing              | 2:50  |
| 10. | Jag Off            | 3:25  |
| 11. | Time               | 3:10  |
| 12. | Move On            | 4:08  |
| 13. | Fly Daze           | 4:34  |
| 14. | Bootylicious Vinyl | 3:26  |

| 15. | Hate    | 1:58 |
| 16. | Song 10 |      |

## Membres du groupe
- Justin Mauriello – Guitare rythmique, Chant
- Ali Tabatabaee – Chant
- Greg Bergdorf – Guitare solo
- Ben Osmundson – Guitare basse
- Ed Udhus –  Batterie
- Howard Benson - Clavier